# Turmhügel Kühbach
Der Turmhügel Kühbach ist eine abgegangene mittelalterliche Turmhügelburg (Motte) nördlich der Häuser 2 und 3 von Kühbach, einem Ortsteil der Gemeinde Floß im oberpfälzischen Landkreis Neustadt an der Waldnaab in Bayern. Die Anlage wird als Bodendenkmal unter der Aktennummer D-3-6239-0003 im Bayernatlas als „mittelalterlicher Turmhügel“ geführt. 
Über diese Niederungsburg sind keine geschichtlichen oder archäologischen Informationen bekannt, sie wird grob als mittelalterlich datiert.
Der Hügel ist durch Kellereinbauten aus verschiedenen Jahrhunderten stark zerstört. Da er im Quellgebiet eines südlichen Nebenarms der Floß liegt, könnte er ursprünglich von einem Wassergraben umgeben gewesen sein.